# Ockerbauchkauz
Der Ockerbauchkauz (Ninox ochracea), auch Ockerbauch-Buschkauz oder gelegentlich Ockerbauchsperbereule genannt, ist eine Eulenart aus der Gattung der Buschkäuze. Sein Vorkommen ist auf die indonesische Insel Sulawesi und einige vorgelagerte Inseln beschränkt.

## Beschreibung

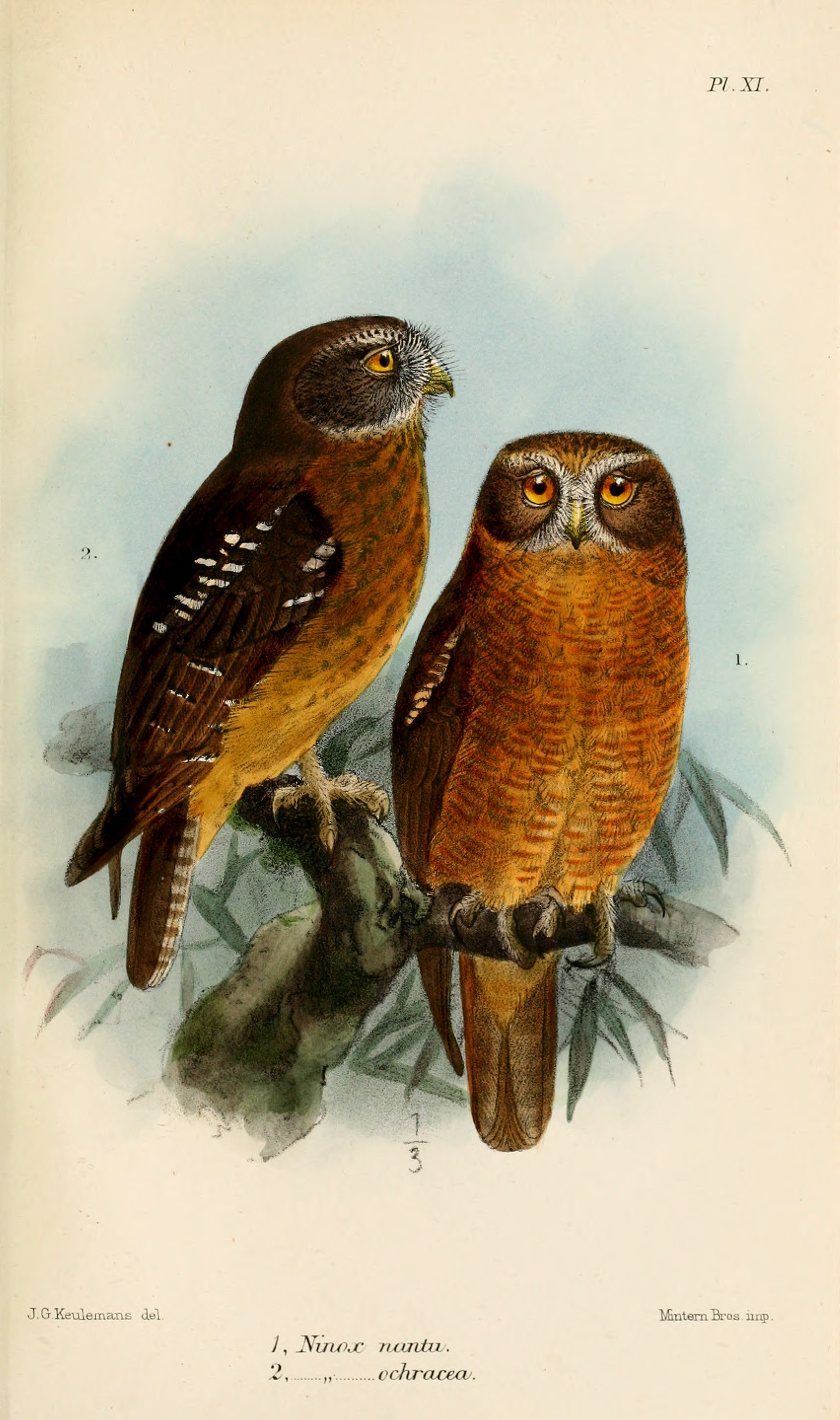
Ockerbauchkauz, Illustration

Die Länge der kleinen bis mittelgroßen Eule beträgt 25 bis 29 Zentimeter. Kopf und Oberseite sind dunkel / kastanienbraun. Auf den Außenfahnen der Schulterfedern und auf den Flügeldecken befinden sich weiße Flecken. Die Unterseite ist gelbbraun, die untere Brust und der Bauch gehen allmählich in Ockerbraun mit einigen dunkleren Flecken über. Das Gesicht ist bräunlich mit weißlichen Augenbrauen, die Augen gelb, Schnabel und Wachshaut gelblich / hornfarben. Die Beine sind bis zum Ansatz der gelblich / grauen Zehen befiedert, die Krallen dunkel / hornfarben.

## Lebensweise
Der Ockerbauchkauz bewohnt dichte, feuchte Primärwälder und ausgewachsene Sekundärwälder, auch Auwälder vom Tiefland bis 1000 Meter Höhe. Die Nahrung bilden vor allem Insekten, die von einem Ansitz aus gejagt werden. Die Stimme besteht aus Serien rauer, kehliger Doppellaute krurr-krurr von je 1,8 Sekunden Dauer.

## Verbreitung
Er kommt selten auf den Inseln Sulawesi, Buton und Peleng vor.